# Garbure
La garbure è uno stufato occitano. Sebbene la ricetta tradizionale sia a base di confit d'oca e cavolo, nella sua versione odierna viene preparata usando prosciutto, formaggio e pane raffermo.

## Etimologia e storia
L'etimo di garbure è ignota. Si è ipotizzato che il lemma abbia delle correlazioni con il guascone garburo, derivato dallo spagnolo garbías, indicante un ragù. Stando ad altre versioni, il nome dell'alimento potrebbe derivare dal basco garbe (lett. "covone, fascio"). Di origine controversa, la garbure potrebbe avere origini catalane (nel 1525, Ruperto de Nola descrisse una fruta llamada garbias a la catalana) e risulta essere stata menzionata per la prima volta in forma scritta nel 1655 da Molière.